# Гелена Мнішек
Гелена Мнішек (справжнє прізвище Мнішек-Тхожницька, у першому шлюбі Хижинська, у другому — Равич-Радомиська, пол. Helena Mniszek;  нар. 24 травня 1878, Курчиця, Волинська губернія, Російська імперія (нині село в Новоград-Волинському районі Житомирської області — 18 березня 1943, Сабне (нині Мазовецьке воєводство Польщі) — польська письменниця. 
Книга Мнішек «Прокажена» (1909) була дуже популярною не тільки в Польщі, але й за кордоном. Її тричі екранізовано — 1926, 1936 і 1976 рр. У 1999—2000 рр. за книгою знято багатосерійний польський телесеріал. В 1937 році було знято фільм за її книгою «Майорат Міхоровський», а в 1938 році — «Геєнна».

## Біографія
Народилася 1878 року в маєтку батьків на українській Волині. Отримала домашнє виховання. Вільно володіла чотирма іноземними мовами. В юності з батьком і молодшою сестрою Юзефою багато подорожувала Україною.
У 19 років Гелена Мнішек вступила в шлюб і переїхала до Литви. 1903 року овдовіла і з двома дітьми повернула до батьківського маєтку. У 1909 році за фінансової підтримки батька вона опублікувала перші два томи «Прокаженої», тепло прийняті літературною критикою. Рукопис книги рецензував Болеслав Прус.
1910 року Гелена Мнішек одружилася і народила сестер-близнят. Займалася громадською діяльністю — вела роботу в дитячих будинках, школах для дівчаток. Пізніше родина переїхала до купленого маєтку під Плоцьком, де письменниця з доньками прожила до 1939 року, коли її будинок і майно були конфісковані німецькою окупаційною армією. У 1931 році вдруге овдовіла.
Письменниця знову повернулася в рідні місця, де залишалася до самої смерті, продовжуючи писати.
Померла Гелена Мнішек у 1943 році.
1951 року в Польській народній республіці всі твори Мнішек були заборонені цензурою і вилучені з бібліотек.

## Творчість
Гелена Мнішек — авторка популярних романів і повістей про світське життя аристократичного суспільства Польщі та Литви. Вже за життя письменниці кілька її творів екранізовано.

## Вибрана бібліографія

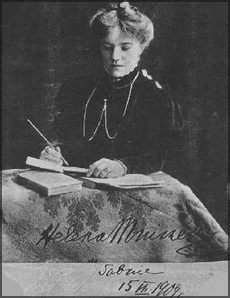
Гелена Мнішек, 1909.

- Прокажена, Краків, 1909; (до 1938 р. вийшло близько 16 видань)
- Майорат Михоровський, Київ, 1910
- Шумящие перья, Київ, 1911
- Панич, т. 1-2, Київ, 1912
- Князья бора, Київ, 1912
- Prymicja (новела), Київ, 1912
- Геенна, Київ, 1914
- Czciciele szatana, Варшава, 1918
- Verte — 1912/1920, Познань, 1921 (5 видань до 1927 року)
- Pluton i Persefona. Baśń fantastyczna na tle mitologicznym, Варшава, 1919
- Pustelnik, Познань, 1919
- Prawa ludzi, Люблін, 1922
- Sfinks, Варшава, 1922
- Królowa Gizella, Познань, 1925
- Dziedzictwo, Познань, 1927
- Z ziemi łez i krwi, 1927
- Kwiat magnolii, Познань, 1928
- Powojenni, Познань, 1929
- Magnesy serc, Варшава, 1930
- Smak miłości, 1938/1939
- Słońce , 1993